# Шаньхайгуань
Шаньхайгуа́нь (кит. упр. 山海关, пиньинь Shānhǎiguān) — район городского подчинения городского округа Циньхуандао провинции Хэбэй (КНР). Название района связано с тем, что на его территории находится входящий в список Всемирного наследия ЮНЕСКО Шаньхайгуаньский проход в Великой стене.

## История
Район был создан при империи Мин в 1381 году. При империи Цин 1737 году он был преобразован в уезд Линьюй (临榆县).
В ноябре 1948 года посёлок Циньхуандао был повышен в статусе до города Циньюй (秦榆市), в который вошли территории современных районов Хайган, Шаньхайгуань и Бэйдайхэ. В марте 1949 года Шаньхайгуань был повышен в статусе до города, выделен из состава города Циньюй (переименованного после этого в Циньхуандао) и переведён в состав провинции Ляоси. В 1952 году Шаньхайгуань был передан в состав провинции Хэбэй и вошёл в состав Специального района Таншань (唐山专区). В 1953 году Шаньхайгуань был присоединён к городу провинциального подчинения Циньхуандао, став районом в его составе.

## Административное деление
Район Шаньхайгуань делится на 5 уличных комитетов, 3 посёлка и 1 волость.